# Rhizosoleniaceae
Famille
Les Rhizosoleniaceae sont une famille d'algues, dans l’embranchement des diatomées, qui sont des microalgues unicellulaires en forme de bâtonnet dont le diamètre varie de 2,5 à 170 µm. Elles sont benthiques et de forme allongée.
Leur paroi cellulaire est constituée d'une coque de silice composée de deux valves séparées, également appelées frustules. C’est un organisme photosynthétique permettant de produire de l’oxygène. Elles sont solitaires ou vivent en courte chaine.
La rhizosolénie est une espèce découverte en 1843 dans les océans aux latitudes chaudes. Elle joue un rôle important pour les cycles du carbone, de la silice et de l’azote.

## Étymologie
Le nom de la famille vient du genre type Rhizosolenia, dérivé du grec ρίζα / rhiza), racine, et σωλεν / solen, « canal, tuyau », en référence à la forme de la diatomée qui est décrite par Ehrenberg comme étant « des loriques tubulaires, à une extrémité arrondie et fermée, tandis que l'autre est atténuée et multifide, comme si elle se terminait dans de petites racines. ».

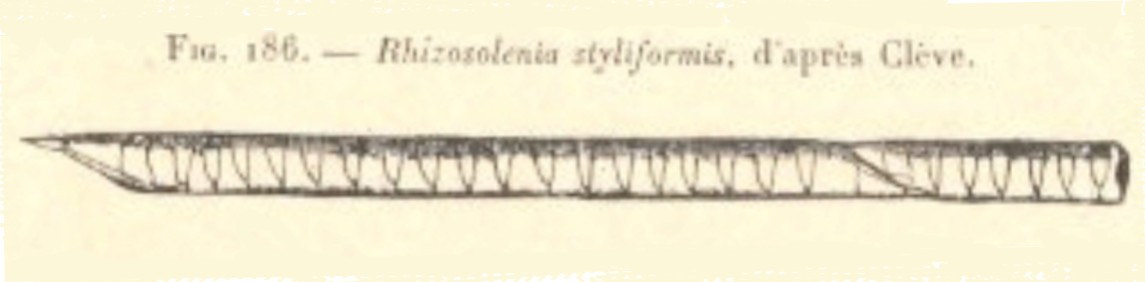
Rhizosolenia semispina (d'après Cleve)
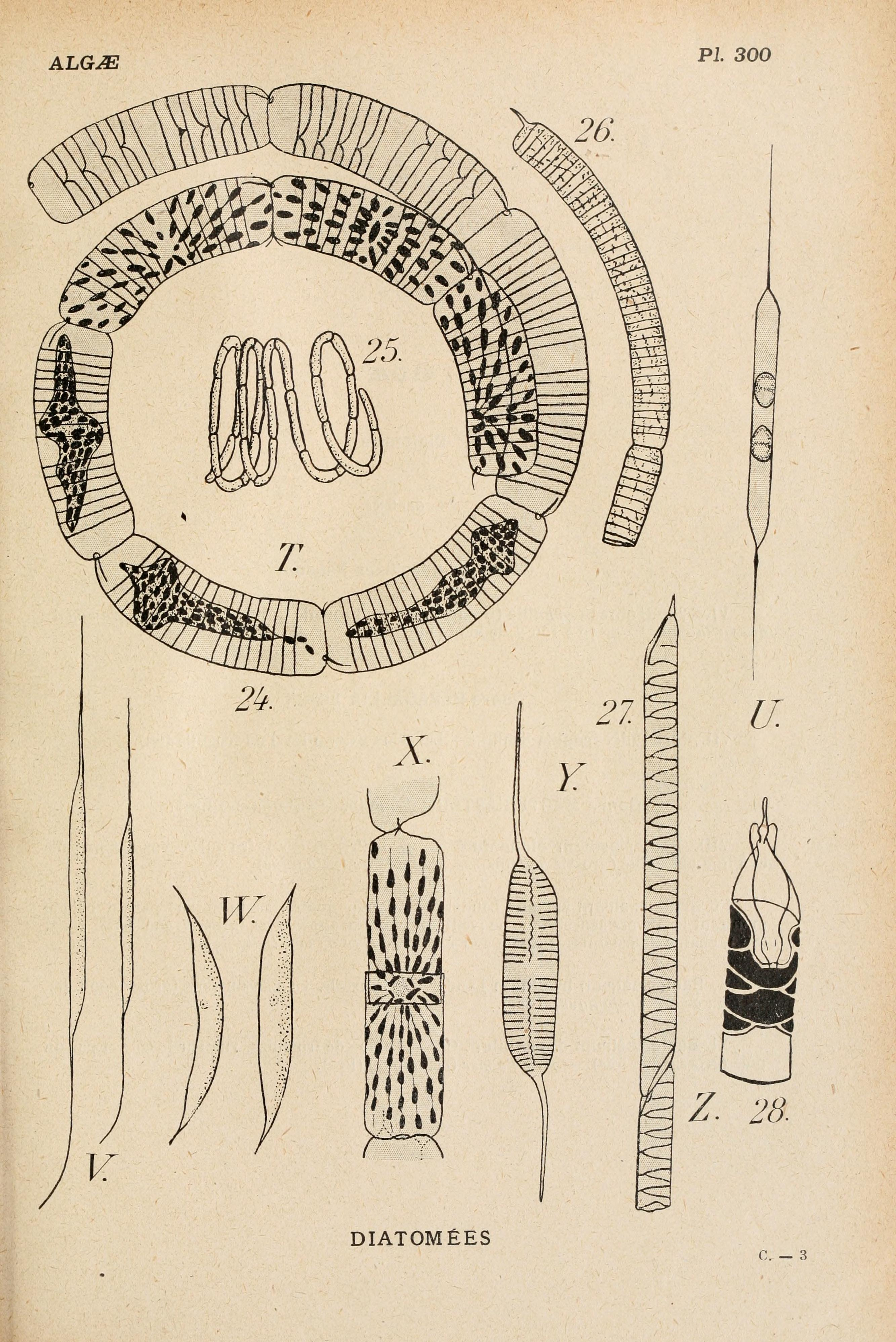
Divers Rhizosolenia (d'après H. Coupin)

## Répartition géographique
Les espèces de Rhizosolenia sont souvent récoltées aussi bien dans les eaux saumâtres, que dans les eaux de mer côtières et en haute mer. Certaines espèces se trouvent également dans les sédiments. Le taux de croissance et le rendement de la biomasse de ces espèces varient selon la température et la salinité .
Cette espèce est retrouvée dans les basses latitudes dans des milieux où la température est élevée. Mais elle devient de plus en plus courante dans d'autres régions à cause du réchauffement de la terre. La « rhizosolénie » peut migrer jusqu’à 300 m de profondeur pour atteindre des eaux riches en nutriments.

## Reproduction
La rhizosolénie se multiplie de manière asexuée en divisant le frustule en deux. Lors de la multiplication asexuée, les cellules se réduisent en taille avant de subir une reproduction. La rhizosolénie reprend sa taille initiale à la fin de la reproduction.

## Écologie
L’augmentation de certaines espèces de Rhizosolenia est responsable de diminution des bons phytoplanctons car elles font concurrence pour les nutriments. Leur frustule composé de silice peut induire la mort des poissons les ingérant. 
Certaines bactéries et certaines animaux benthiques consomment les Rhizosolenia pour leurs nutriments.
Il n’y a pas de symbiose entre les rhizosolénias et d’autres organismes même si Rhizosolenia participe aux cycles d’azote, de silice et de carbone. C’est un organisme qui n’est pas pathogène.

## Utilisations par l’Homme
Rhizosolenia setigera peut produire des hydrocarbures isoprénoïdes très ramifiés qui sont utilisés comme marqueurs géochimiques dans le milieu marin. Ces hydrocarbures ramifiés comme les isomères C25 peuvent avoir des applications en médecine notamment contre des lignées de cellules cancéreuses.
Ces microalgues pourraient grâce aux hydrocarbures devenir une forme de biocarburant algal.

## Liste des genres
Selon AlgaeBase (24 juillet 2022) :
- Calyptrella U.Hernández-Becerril & M.E.Meave del Castillo, 1996
- Dactyliosolen Castracane, 1886
- Furtheca S.Blanco & C.E.Wetzel, 2016
- Guinardia H.Peragallo, 1892
- Neocalyptrella D.U.Hernández-Becerril & M.E.Meave del Castillo, 1997
- Pseudosolenia B.G.Sundström, 1986
- Rhizosolenia Brightwell, 1858
- Stephanogonia Ehrenberg, 1844
- Sundstroemia	Medlin, Boonprakob, Lundholm & Moestrup,2021
- Urosolenia Round & R.M.Crawford, 1900